# Chiesa di San Silvestro Papa (Fanano)
La chiesa di San Silvestro Papa, o pieve di San Silvestro o, più semplicemente, duomo di Fanano, è la parrocchiale di Fanano, in provincia di Modena ed arcidiocesi di Modena-Nonantola; fa parte del vicariato del Cimone.

## Storia
La pieve di Fanano venne fondata assieme ad un monastero originariamente annesso nel 749 da Anselmo del Friuli e dal 752 fu sottoposta all'abbazia di Nonantola, dalla quale deriva l'intitolazione a san Silvestro. Tuttavia, i primi documenti in cui è citata questa pieve risalgono al XIII secolo. La parrocchiale fu praticamente riedificata tra il 1612 ed il 1616; in quest'occasione, la pianta dell'edificio fu ruotata di 180 gradi e rifatta a croce latina; venne pura aggiunta la cupola. 
Tra il 1901 ed il 1905 la pieve venne ristrutturata conferendole l'aspetto neoromanico che la caratterizza; durante questi lavori, si riscoprì la cripta della precedente chiesa e vennero eseguiti gli affreschi, dipinti dal carpigiano Fermo Forti e dal modenese Silvestro Bergamini. Nel 2010 fu posato il nuovo pavimento in pietra arenaria, che sostituisce quello precedente in cotto.

## Descrizione

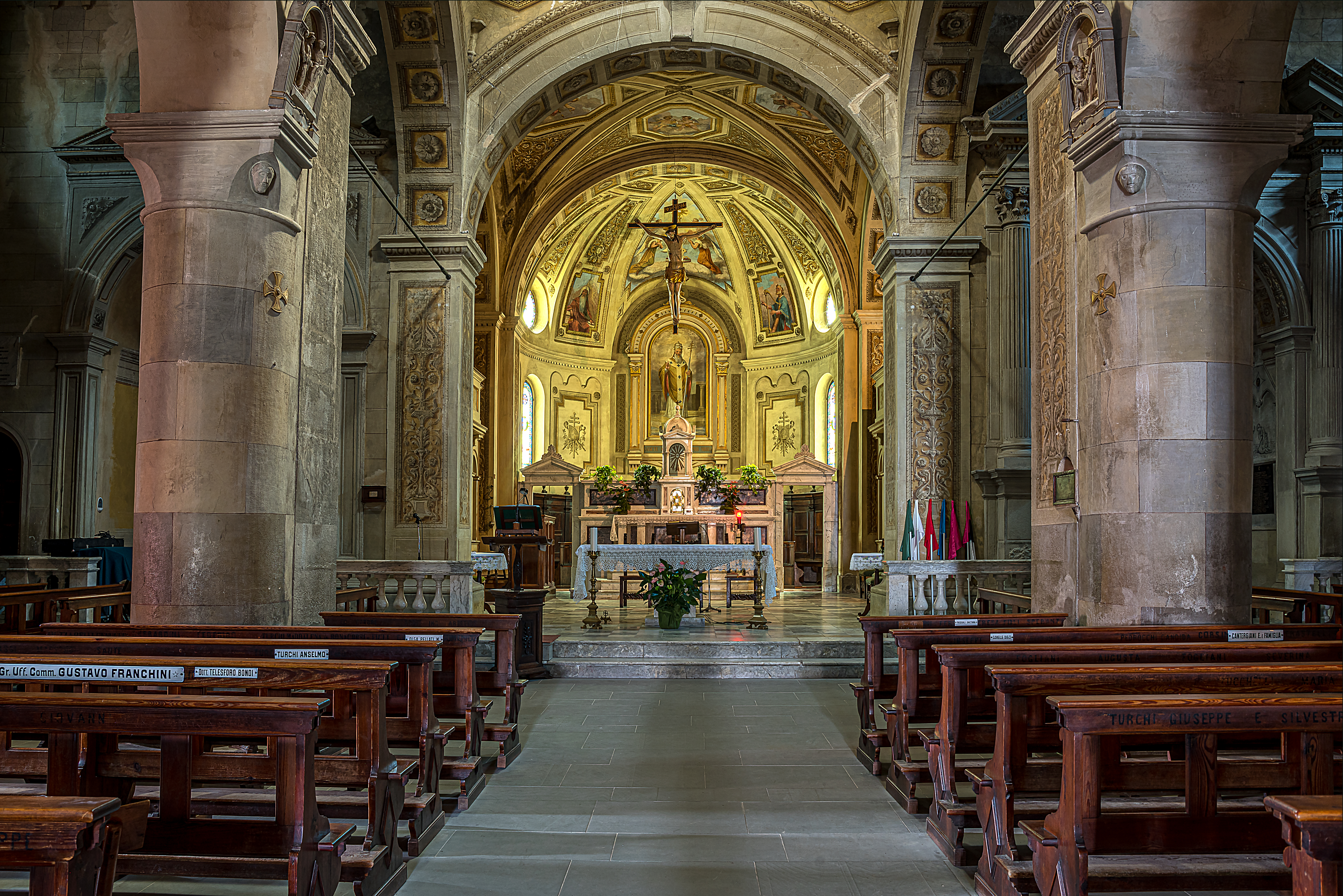
L'interno

La pieve di Fanano è un imponente edificio in cui si ritrovano elementi romanici, barocchi - specialmente per quanto riguarda il presbiterio - e neoromanici - come la facciata novecentesca.
Opere di pregio conservate all'interno della chiesa, che è a tre navate, sono il fonte battesimale, scolpito nel 1534 da Giovanni Battista da Firenze, un affresco trecentesco su un pilastro ereditato dalla precedente pieve raffigurante la Madonna con Bambino attribuito a Barnaba da Modena, il crocifisso dell'altare maggiore, intagliato nel XIV secolo da un artista di bottega modenese, e varie tele di Pellegrino da Fanano, Domenico Cresti soprannominato il Passignano, di Francesco Curradi da Firenze, di Francesco Vellani e di Matteo Ponzone.